# Капри (град)
 Тази статия е за града.  За острова вижте Капри (остров).  
Капри (на италиански: Capri) е град и община в Южна Италия.

## География
Капри е морски курортен град в регион Кампания на провинция Неапол. Той е главен град на остров Капри.
Разположен е по южния бряг на острова. На около 3 км на запад се намира вторият по големина град на острова Анакапри.
От пристанището до централната част на града се пътува по шосе и с въжена линия-влакче. Население 7349 жители към 1 април 2010 г.

## Забележителности
- Църквата „Сан Костанцо“
- Църквата „Сан Стефано“
- Църквата „Сант'Ана“
- Църквата „Сан Микеле“
- Църквата „Сан Мария дел сокоро“
- Пътят „Виа Круп“ (Via Krupp)
- Вила Йовис
- Вила Малапарте
- Манастирът „Сан Джакомо“
- Синята пещера (Grotta Azzurra) /една от основните туристически забележителности/.

## Икономика
Основен отрасъл на икономиката е туризмът.

## Личности

### Родени в Капри
- Кларета Черио (р. 1926), писателка
- Едвин Черио (1875 – 1960), писател
- Игнацио Черио (1841 – 1921), изследовател и лекар

### Свързани с Капри
- Тиберий (42 г. пр.н.е. – 37 г.), римски император
- Аксел Мунте, шведски лекар и писател, автор на „Легенда за Сан Микеле“
- Максим Горки (1868 – 1936), руски писател, живял в Капри от 1906 до 1913 г.
- Владимир Ленин (1870 – 1924), руски политик
- Маргьорит Юрсенар (1903 – 1987), френска писателка
- Палбо Неруда (1904 – 1973), чилийски поет
- Сибила Алерамо (1876 – 1960), италианска писателка

## Фотогалерия
- Пристанището на Капри
- Манастирът „Сан Джакомо“
- Въжената линия-влакче
- Вила Йовис
- Капри